# 天堂W
《天堂W》是一款由韩国NCsoft開發的角色扮演遊戲，《天堂W》在韩国、台湾、香港、美國都很受欢迎，遊戲改編自熱門的大型多人線上角色扮演遊戲《天堂》。《天堂W》在韩国由NCsoft定於2021年11月4日在Android和iOS平台上發行。

## 外部連結
- 官方网站 （韓國）
- 官方网站 （臺灣）
- 官方网站 （日本）
- 天堂W的Facebook專頁